# تناقض
تناقض یا پادگویی (به انگلیسی: Contradiction) عبارت است از رویارویی دو گزاره که از لحاظ موضوع و محمول یکسان‌اند، ولی از حیث کیفیت یکسان نیستند و نیز کمیت یکسان ندارند.
به‌طور مثال می‌توان به دو گزارۀ «همهٔ دانش‌جویان روشن‌فکر هستند» و «برخی از دانش‌جویان، روشن‌فکر نیستند» اشاره کرد. درستی هر دو طرف هم‌ستیزی امکان ندارد، یعنی اگر قضیهٔ «همهٔ دانش‌جویان، روشن‌فکر هستند» درست باشد، از درستی آن لازم می‌آید که قضیهٔ «برخی از دانش‌جویان روشن‌فکر نیستند» نادرست باشد و برعکس. نادرستی هر دو طرف هم‌ستیزی هم امکان ندارد، به این معنی که اگر قضیهٔ «همهٔ دانش‌جویان، روشن‌فکر هستند» نادرست باشد، از نادرستی آن لازم می‌آید که قضیهٔ «برخی از دانش‌جویان، روشن‌فکر نیستند» درست باشد، زیرا امکان دیگری در میان نیست. در این صورت باید گفت که در برابر هر قضیه، فقط یک قضیهٔ هم‌ستیز وجود دارد. به بیان دیگر دو طرف هم‌ستیزی برخلاف دوطرف تضاد، هیچ امکانی برای شق ثالث باقی نمی‌گذارند.
با آن که معمولاً برای تحقق هم‌ستیزی باید یکی از دو قضیه دارای موضوعی کلی، و قضیهٔ دیگر دارای موضوعی جزئی باشد، میان دو قضیه که دارای موضوع جزئی مشترکی باشند نیز رابطهٔ هم‌ستیزی برقرار می‌شود. از این رو، دو گزارهٔ «سازمان ملل متحد، سودمند است» و «سازمان ملل متحد، سودمند نیست» هم‌ستیز یکدیگر به‌شمار می‌آیند.
برای تحقق هرگونه هم‌ستیزی باید قضیه‌های دوگانه در هشت مورد، مشترک باشند: دارای موضوع و محمول مشترک و شامل مکان و زمان مشترک باشند، هر دو مطلق یا هر دو و به شرط‌هایی مشترک مقید باشند و از حیث اضافه یا نسبت و جزء یا کل بودن و در مرحلهٔ قوه یا فعل قرارداشتن یکسان باشند. چنان‌که ملاحظه می‌کنیم، در همۀ گونه‌های قضیه‌های متقابل، میان دو قضیه تغایری وجود دارد. این تغایر در مورد قضیه‌های متداخل نسبتاً ملایم است و در مورد قضیه‌های هم‌ستیز بسیار شدید است.

## هم‌ستیزی در منطق
در منطق، یک هم‌ستیزی عبارت است از ناسازگاری منطقی بین دو گزاره. هرگاه قضیه‌ای صادق و درست باشد، نقیض آن کاذب و نادرست خواهد بود و برعکس. دو قضیه‌ای را که نسبت به هم چنان اختلاف و تقابلی داشته باشند، دو قضیهٔ هم‌ستیز می‌نامند. در منطق صوری، هم‌ستیزی خود یک فرمول گزاره‌ای است که همواره نادرست می‌باشد و با علامت {\displaystyle \bot } نشان داده می‌شود.
در هم‌ستیزی کمیت و کیفیت قضیه تغییر می‌کند؛ بنابراین هم‌ستیز قضیهٔ کلیه، قضیهٔ جزئیه است و برعکس. هم‌ستیز قضیهٔ موجبه، قضیهٔ سالبه است و برعکس. مثلاً دو جملهٔ «هر عالمی پرهیزکار است» و جملهٔ «بعضی عالمان پرهیزکار نیستند» هم‌ستیز هم هستند؛ هم‌چنین دو جملهٔ «هیچ فلزی عایق نیست» و «بعضی فلزها عایق‌اند» متناقض‌اند.
در قضیۀ شخصیه، تنها اختلاف در کیفیت قضیه کافی است و به شرط دیگری حاجت نیست؛ مثلاً هم‌ستیز قضیۀ «محمد خوش‌اخلاق است» می‌شود «محمد خوش‌اخلاق نیست».
در منطق سنتی، مسئلۀ وحدت‌های هشت‌گانه مطرح شده‌است که معمولاً در این شعر بیان می‌شود:

## هم‌ستیزی در ادبیات
| در تناقض هشت وحدت شرط دان  |  | وحدت موضوع و محمول و مکان   |
| وحدت شرط و اضافه، جزء و کل |  | قوه و فعل است و در آخر زمان |
|                            |  |                             |

وارونگی، هم‌ستیزی و تضاد، همه اخص از رویارویی هستند.